# Die Perlenbraut

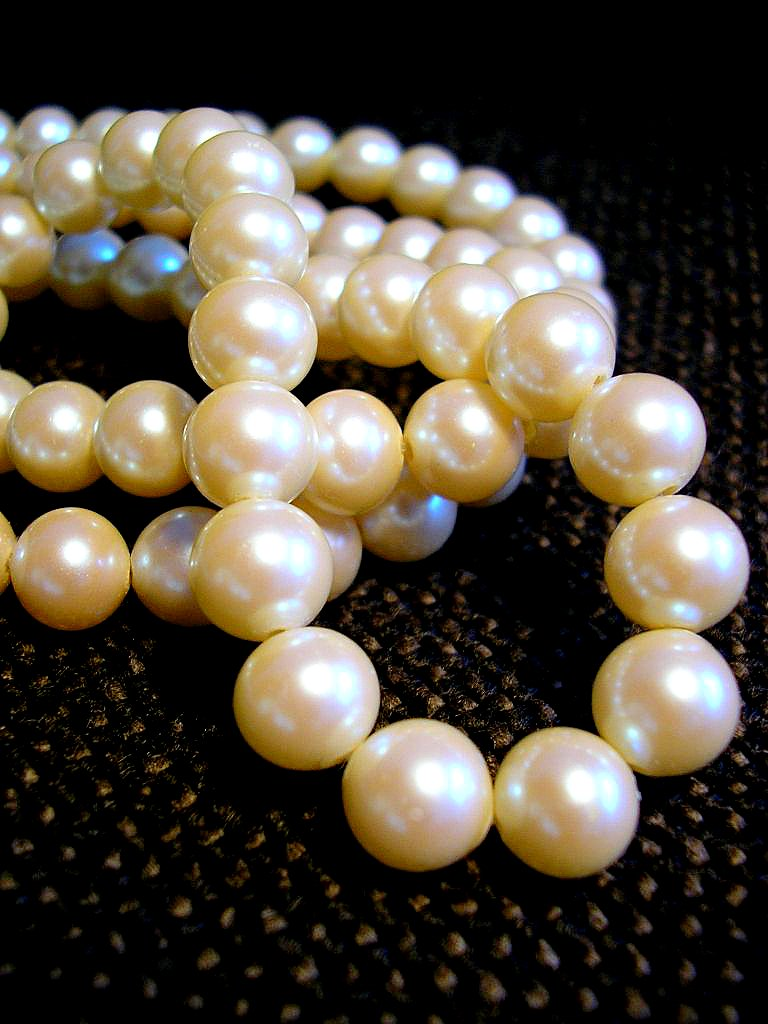
Perlenkette

Die Perlenbraut, auch Die Perlhenne ist eine Sage aus der deutsch-tschechischen Grenzgebiet im Raum Oberpfalz und Egerland. Darin wird einem Mädchen aus der Tillenstadt auf dem Tillenberg ihr Stolz zum Verhängnis.

## Handlung

### Nach Michael Urban (1880)
Zu der Zeit, als auf dem Tillenberg noch eine mächtige Stadt (die Tillenstadt) thronte, lebte dort ein reicher Kaufmann, der einst aus weitem Lande gekommen war und einen weit verzweigten Handel mit Früchten und Wein betrieb. er hieß Rivini, war Witwer und hatte eine Tochter namens Berta. Sie war schön wie eine Göttin und von überall her kamen junge Männer, um ihre Hand zu werben. Doch Berta blieb kalt gegenüber den Anfragen und sah mit eisigem Lächeln vom Balkon ihre Hauses zu, wie sich ihre Freier in wilder Eifersucht selbst auf Leben und Tod bekämpften. Als Jahr um Jahr verging und seine Tochter immer noch keinen der Freier zum Manne nahm, drängte sie ihr Vater, dass sie heiraten müsse, da er alt sei und seine Tochter und dem Schutz eines Mannes wissen wolle.
Nach langem Bitten gab Berta schließlich nach und ersuchte ihren Vater, alle Freier in den großen Saal ihres Hauses zu bitten. Dann sprach sie zu den Männern, dass sie den zum Manne nehmen werde, der fähig sei, ihr innerhalb von drei Wochen so viele Perlen zu besorgen, dass sie bis zu den Knöcheln darin stehen könne. Daraufhin verließ sie hocherhobenen Hauptes den Saal. Ihre Freier standen eine ganze Zeit vor Schock starr da, dann eilten sie zu ihren Pferden und ritten so schnell davon, als ob sie vor einer bösen Fee die Flucht ergreifen würden. 
Unter den Brautwerbern war auch ein armer Rittersohn namens Edwin, der aus dem nahen Franken gekommen war. Das Waffenhandwerk hatte er von seinem Vater gelernt, doch seine Geistesbildung hatte er von einem alten Einsiedler bekommen, der nahe der Burg seines Vaters im Wald wohnte und als Wundermann bekannt war. Edwin war von der Abweisung des Fräuleins Berta erzürnt und von Rachedurst getrieben, suchte er seinen Mentor auf. Anfangs versuchte dieser ihn von seinem Vorhaben der Rache abzubringen, doch als Edwin sich nicht umstimmen ließ, gab er nach und überreichte seinem Schüler ein Kästchen, in dem sich ein kleines Stäbchen und einige Perlen befanden. Der Alte erklärte, dass wenn er das Kästchen mit dem Stäbchen berühre, ein unbändiger Zorn aus edlen Perlen aus ihm hervorgehen werde. Wenn er aber mit dem Stäbchen einen Menschen berühre, werde dieser jede Gestalt annehmen, die der Besitzer des Stäbchens sich wünsche. Mit diesem magischen Dingen ausgestattet, begab sich der Ritter Edwin zurück in die Tillenstadt.
Das Fräulein Berta empfing ihn, bekleidet mit einem perlgrauen Kleid. Für einen Moment war Edwin von ihrem schönen Anblick so bezaubert, dass er fast seine Rache aufgegeben hätte. Doch dann besann er sich und klopfte mit dem Stäbchen gegen die Schachtel, woraufhin sich ein schier endloser Strom aus Perlen aus der Schachtel ergoss. Anfangs sah Berta dem Schauspiel hochmütig zu, doch als die Perlen den Boden schon bald so stark bedeckten, dass sie ihr bis zu den Knöcheln reichten, änderte sie ihre Miene, blickte liebreizend einher und bat Edwin den Zauber zu beenden, da sie bereit sei, sein Heiratsgesuch anzunehmen. Doch Edwin antwortete nicht, sondern nahm das Zauberstäbchen und berührte damit Berta an der Schulter und sprach seinen Fluch aus: „Ich verwandle dich, stolze Schöne, in eine Perlhenne und du sollst in dieser Gestalt so lange ruhelos um den Fuß des Tillenberges wandern, bis ein Jüngling aus reiner Herzensneigung dir eine Schüssel voll echter Perlen zum Futter reichen wird.“
Kaum hatte Edwin geendet, verwandelte sich Berta in ein Perlhuhn und flog gegen das Fenster. Edwin öffnete es und ließ das Perlhuhn aus dem Hause, wo es begann seine Wanderung um den Tillenberg anzutreten. Noch heute geht sie gackernd um den Tillen herum und harrt mit Sehnsucht auf Erlösung, sobald sie eines Jünglings ansichtig wird, lässt sie mit einem lauten Seufzer eine Perle fallen, worauf diese verschwindet.

### Andere Varianten
Heinrich Gradl (1892)

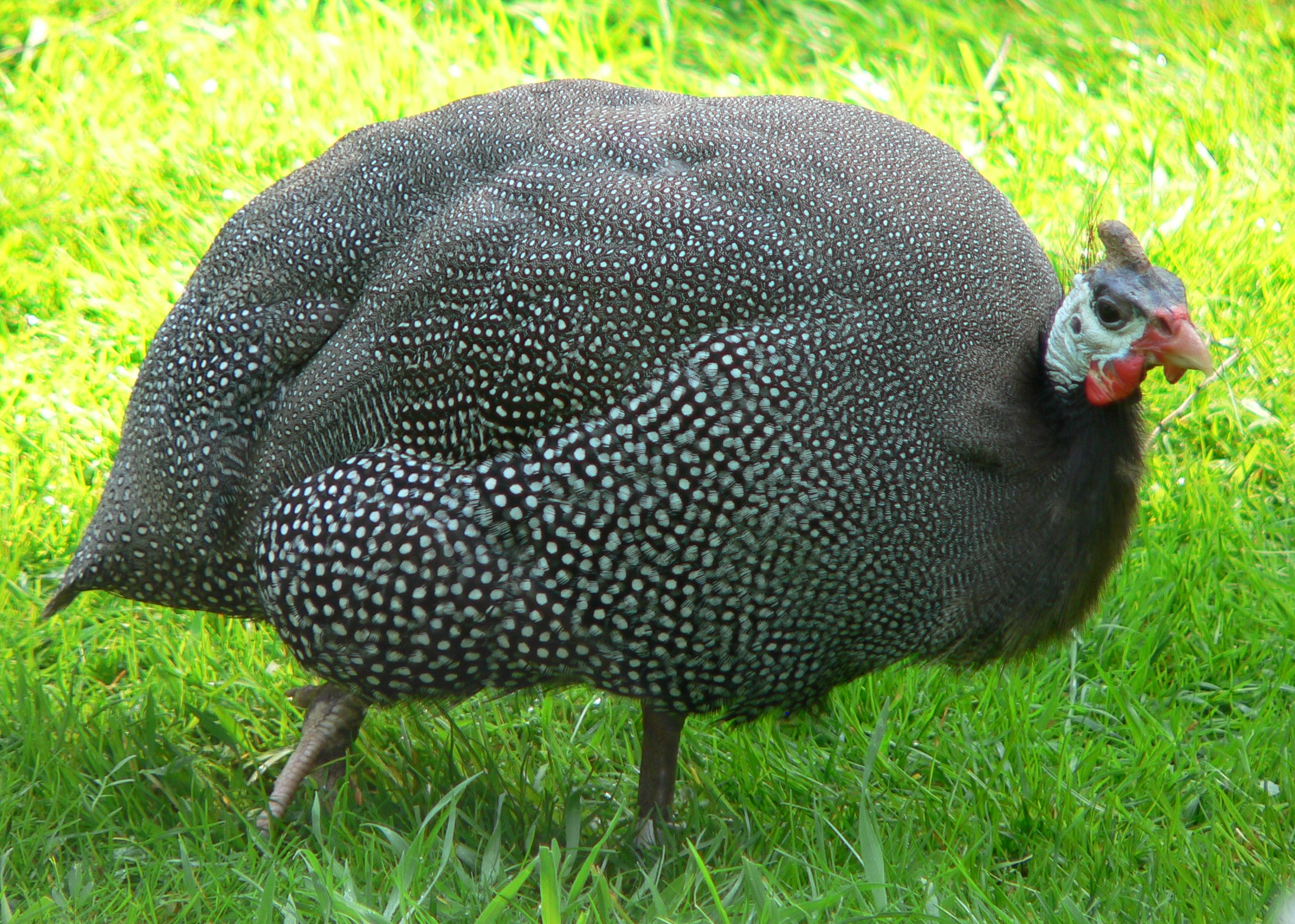
(Helm-)Perlhuhn

Grandl gibt eine gekürzte Variante der Erzählung von Urban wieder; aus der unter anderem die Namen entfernt wurden.
Thilde Hopper-Hoyer (1958)
Hopper-Hoyer gibt eine nochmals gekürzte und in Details abweichende Version wieder. auch hier haben die Protagonisten keine Namen mehr; der Ritter Edwin ist noch dazu nur noch ein Jüngling. Das Mädchen macht nur ihm gegenüber die schier unerfüllbare Aufgabe der Perlenbeschaffung zur Bedingung. Die Figur des Wundermanns entfällt, der Jüngling kommt lediglich mit den magischen Gegenständen zurück, wobei er zu einer furchterregenden (übernatürlichen) Gestalt emporwächst. Der Fluch unterscheidet sich stark von den früheren Erzählungen. Hier wird das Mädchen in ein Perlhuhn verwandelt und soll alle Perlen im Zimmer in den Granatbrunnen (eine Quelle am Tillenberg) werfen. Erst wenn die letzte Perle wieder zurückgegeben sei, werde sie ihre menschliche Gestalt zurückgewinnen. Nach diesen Worten verschwindet der Rächer und das Mädchen, zu einem Perlhuhn verwandelt, flattert mit einer Perle im Schnabel aus dem Zimmer.

## Rezeption
Die Sage findet sich in mehreren Werken zur sudetendeutschen / west-tschechischen Sagenwelt. Michael Urban führt sie 1879/1880 als zugehörig zum 'Sagenbuche der ehemaligen Herrschaft Königswart' auf; Heinrich Gradl listet sie in seinem Sagenbuch des Egergaues (1892) auf, Thilde Hopper-Hoyer in ihrer Sagensammlung Egerländer Sagenkranz auf, die sie 1958 veröffentlichte als Erinnerung an ihre verlorene Heimat des Egerlandes; aus der sie 1945/1946 vertrieben worden war.